# Hong Hye-ji
Hong Hye-ji (koreanisch 홍혜지; * 25. August 1996) ist eine südkoreanische Fußballspielerin.

## Karriere

### Vereine
Von der Korea University wechselte sie zur Saison 2017 nach Japan, wo sie nun für die INAC Kobe Leonessa auflief. Nach dem Ende dieser Spielzeit war sie zurück in ihrer Heimat und spielte so ab der Saison 2018 für den Changnyeong WFC. Seit der Spielzeit 2021 steht sie nun bei den Incheon Hyundai Steel Red Angels unter Vertrag.

### Nationalmannschaft
Mit der südkoreanischen U16 nahm sie an der Asienmeisterschaft 2011 teil und gewann später mit der U19 die Asienmeisterschaft 2013 und wurde bei dem Turnier im Jahr 2015 mit ihrem Team dritter. Zudem folgten die Teilnahme an der Weltmeisterschaft 2014 und der Ausgabe 2016.
Im Jahr 2015 hatte sie ihr Debüt in der A-Nationalmannschaft. Nach vereinzelten Einsätzen im Folgejahr war sie unter anderem auch beim Zypern-Cup 2017 dabei. Anfang des Jahres 2018 folgte noch der Algarve-Cup und auch die Teilnahme an der Asienmeisterschaft 2018. Zudem folgten später im Jahr noch die Asienspiele 2018. Das Jahr 2019 begann mit Einladungsturnieren wie dem Cup of Nations 2019 und endete für sie mit der Ostasienmeisterschaft 2019.
Danach folgten in den nächsten beiden Jahren auch noch Einsätze bei der Qualifikation für das Olympiaturnier der Spiele 2020. Am Ende schaffte sie es mit ihrem Team ins Finale, wo man der Volksrepublik China unterlag. Nach weiteren Freundschaftsspielen im Jahr 2021, begann das Jahr 2022 für sie schließlich mit der Asienmeisterschaft 2022, bei welcher sie mit ihrem Team das Finale erreichte und dort am Ende gegen China mit 2:3 verlor. Sie kam hier aber gar nicht zum Einsatz. Im Sommer folgte noch die Ostasienmeisterschaft 2022, bei welcher sie zwei Partien zu Spielzeit kam. Nebst weiteren Freundschaftsspielen in diesem Jahr bekam sie auch einen Einsatz beim Arnold Clark Cup 2023.
Am 5. Juli 2023 wurde sie für den finalen Kader bei der Weltmeisterschaft 2023 nominiert.